# Paractinia striata
Paractinia striata is een zeeanemonensoort uit de familie Hormathiidae.
Paractinia striata is voor het eerst wetenschappelijk beschreven door Risso in 1826.